# Mã Kiến Đường
Mã Kiến Đường sinh 1958, tại Tân Châu, Sơn Đông. Ông là Ủy viên Ủy ban Trung ương Đảng Cộng sản Trung Quốc khóa XVIII..

## Sự nghiệp
Mã Kiến Đường có bằng Tiến sĩ kinh tế học tại học viện khoa học xã hội của Trung Quốc.
Từ năm 1993, ông đã giữ nhiều chức vụ, trong đó có chức Tỉnh ủy viên, phó tỉnh trưởng Thanh Hải; Thường vụ tỉnh ủy, phó tỉnh trưởng Thanh Hải; Tổng cục trưởng tổng cục thống kê Trung Quốc.
Ông là một nhà kinh tế học nổi tiếng Trung Quốc, chuyên gia nghiên cứu kinh tế vĩ mô,
Mã Kiến Đường từng đoạt giải thưởng khoa học kinh tế Tôn Trị Phương vào năm 1994, khi ông mới 36 tuổi.